# ماري إميلي هولمز
ماري إميلي هولمز (بالإنجليزية: Mary Emilie Holmes)‏ هي جيولوجية أمريكية، ولدت في 10 أبريل 1850 في Chester, New York ‏، وتوفيت في 13 فبراير 1906 في روكفورد في الولايات المتحدة.

## حياتها ودراستها
ولدت ماري إميلي هولمز في 10 نيسان/ أبريل عام 1850 في شيستر، أوهايو، عند والدها القس ميد هولمز (1819-1906) المبشر والوزير المشيخي، ووالدتها ماري د. هولمز (1819-1890). كانت ماري ابنتهم الثانية، حيث كان أخوها ميد جونيور أكبر منها بتسعة أعوام.
انتقلت العائلة إلى مانيتووك، ويسكونسن عندما بلغت ماري إميلي عمر الثلاث سنوات، قاموا هناك بأعمال تبشيرية في صفوف الأمريكيين الأصليين وأصبحوا ناشطين في حقوق المعتوقين، كما أدارت والدتها إلى جانب ذلك إكليريكية لمدّة عامين.
أظهرت ماري إقبالًا على اللغات، ومن خلال إصغائها إلى دروس أخيها التقطت أوليات اللغة اليونانية واللاتينية والفرنسية، في حين لم يتجاوز عمرها الثمان سنوات. كما أظهرت ماري اهتمامًا مبكرًا في العلوم، إذ أنشأت معشبتها الأولى بعمر الخمس سنوات محوّلة منزل عائلتها وفي وقت لاحق منزلها إلى حديقة حيوان بمجموعتها من الحيوانات المروّضة، بما في ذلك السناجب والصيدناني والراكون والغوفريات والثعالب والفئران الجبلية بالإضافة إلى العقاب الرخماء والبوم وعدد من الطيور المتنوعة.
توفّي شقيق ماري إميلي بشكل مفاجئ بسبب تمزّق وعاء دموي في نيسان/ أبريل عام 1863 في مورفريسبور، تينيسي أثناء خدمته كجندي في صف الاتحاد خلال الحرب الأهلية. انتقلت العائلة لاحقًا في العام التالي إلى روكفورد، إلينوي، حيث أصبح القس هولمز ناشطًا في السياسة المحلية. أصبحت ماري د. هولمز الأمين العام لمجلس المشيخي النسوي للتبشير في المنطقة الشمالية الغربية، كما كانت ناشطة في العمل لصالح المعتوقين بعد انتهاء الحرب الأهلية.
تلقّت ماري إميلي تعليمها المدرسي في إكليريكية راكفورد النسوية في عمر الأربع عشرة سنة وتخرجت منها حائزة على شهادة عام 1868. بدأت لاحقًا تعليم الخط السبنسيري في الإكليريكية بينما كانت تدرس لتحصل على شهادتها الثانية في العزف على الأرغن التي حصلت عليها عام 1870. انضمت لاحقًا إلى والديها للعمل في مجال حقوق المعتوقين تحت كنف المجلس المشيخي للتبشير.

## التعليم والمهنة العلمية
عادت ماري إميلي هولمز عام 1877 إلى الإكليريكية لتدرّس الكيمياء وعلم النبات حتى عام 1885، فكانت من بين طالباتها في هذه الفترة الناشطة والمنادية بحق المرأة بالاقتراع جين آدمز وحال أن بدأت الإكليريكية بمنح إجازات البكالوريوس عام 1881 – 1882، قدمت هولمز طلبًا لأخذها. وبالرغم من تقييم بعض المدرسين أن ماري يجب أن تكافأ بمنحها الإجازة دون اللجوء إلى أية دورات دراسية أو اختبارات، كان هناك ما يكفي من المعارضة ما جعل هولمز تخضع في نهاية المطاف إلى الاختبارات قبل منحها إجازة البكالوريوس عام 1882.
غادرت هولمز الإكليريكية عام 1885 لتنجز مشروع التخرج في جامعة ميشيغان، حيث حصلت على شهادة الماجستير في قسم الأدب عام 1886 ومن ثم شهادة دكتوراه عام 1888.  كان موضوع أطروحتها عن مورفولوجيا الشعب المرجانية ومجال دراستها الجيولوجيا وعلم الأحياء القديمة فكانت بذلك المرأة الأولى التي تنال شهادة الدكتوراه في علوم الأرض في الجامعة.
تجولت هولمز بين عامي 1887 و1892 في سلسلة من الرحلات البحثية جيولوجية الغرض. وبالرغم من كون الجيولوجيا محط دراستها الأساسي، إلا أنها قد نالت إلى جانب ذلك صيتًا كعالمة نبات، فمع حلول عام 1876 وقع اسمها في المرتبة الثالثة على قائمة المرجعيات النباتية في قائمة نباتات إيلينوي.
جمعت هولمز مجموعة من العينات العلمية، بما في ذلك جلود لأكثر من ألف طير وحيوان وأكثر من ألفي صدفة وعدّة مئات من الصفائح والعديد من الأحافير والمعادن والنباتات جميعها مصنفة ومعنونة بعناية، إلى جانب كونها فنانة موهوبة إذ رسمت هولمز في عدد من المحاور أو المواضيع العلمية.
أصبحت هولمز عام 1889 عضوًا في الجمعية الجيولوجية الأمريكية، لتكون بذلك أول امرأة تحتل هذه المكانة تكريمًا لها على اكتشافاتها وتحرياتها العلمية الأصلية ولكونها حائزة على إجازة الدكتوراه في هذا المجال. وبعد ثلاثة سنوات، ألقت كلمة أمام إدارة شؤون المرأة في الكونغرس العالمي، وهي مؤسسة مساعدة للمعرض العالمي الكولومبي في شيكاغو، حاثّة على أهمية تعليم الجيولوجيا في المراحل التعليمية المبكرة للأطفال.
كانت مسيرة هولمز كعالمة قصيرة جدًا، لتشمل بشكل أساسي السنوات ما بين 1885 و1892، وقد يعود ذلك بشكل أساسي إلى حقيقة اعتبار هذه المرحلة قد غلب عليها علماء الأرض من الرجال حصرًا في حين وجود سوابق قليلة من النساء اللاتي اتخذن منه مهنة في هذا المجال. أما ثاني امرأة تُنتخب لتصبح عضو في المجلس الجيولوجي الأمريكي هي فلورينسا باسكوم التي اعتبرت المرأة الأولى التي تكسب مهنة بشكل كعالمة جيولوجيا محترفة وأستاذة جامعية.

## النشاط التعليمي والتأليف
وجهت هولمز اهتمامها إلى التعليم مركزة جهودها على احتياجات الأمريكيين الأفارقة. ومن خلال مكانها كعضو في مجلس المشيخية لبعثات المعتوقين تجولت في أواخر ثمانينيات القرن الثامن عشر ملقية الخطابات لدعم تعليم المعتوقين. ومن خلال هذا المجلس، أصبحت هولمز معنية في محاولات لفتح مدرسة للأمريكيين الأفارقة هي أكاديمية مونتايسلو، في مونتايسلو، أركنساس. [ إلا أن تهديدات بالقتل أجبرت المدير الأول للمدرسة القس سي. إس. ميباين أن يغلق المدرسة ويغادر البلدة. بدأت ماري إميلي هولمز ووالدها بعد وفاة والدتها عام 1890 بالتخطيط لتأسيس إكليريكية للنساء السود اليافعات تكريمًا لها.
تحققت رؤيا عائلة هولمز ومنظورهم عام 1892 في كنف مجلس الكنيسة للتبشير لصالح المعتوقين التي موّلت وأشرفت على إكليريكية ماري هولمز خلال سنواتها الأولى في جاكسون، وفي وقت لاحق في النقطة الغربية، ميسيسيبي. كان هدفهم المبدئي تدريب الفتيات ليصبحن ربات منزل بالإضافة إلى مديرات وقائدات في المجتمع والكنيسة المشيخية. كان الطاقم المبدئي من العرق الأبيض، وتفاوت المستوى التعليمي للطالبات بين التعليم الابتدائي والثانوي.
ركز المنهج الدراسي على ثلاثة مجالات الأدب والموسيقا والصناعة، وتضمن دورات في الأدب والقواعد والتاريخ والعلوم والرياضيات والموسيقا والدراسات الإنجيلية والفنون المحلية التطبيقية مثل الطبخ والحياكة.
نجت إكليريكية ماري هولمز من العديد من التقلبات بما في ذلك حريقين كارثيين، وتطورت في نهاية المطاف في القرن العشرين إلى كلية وجامعة السود التاريخية التي دعيت كلية ماري هولمز وكانت مدة الدراسة فيها سنتين. وضعت هولمز الكثير من الجهود في سبيل جمع التبرعات لإعادة إعمار الإكليريكية بعد كل حريق، حتى أنها خدمت ولفترة قصيرة كرئيس لها بعد نشوب الحريق الثاني.      
كانت هولمز خلال مسيرة حياتها ناشطة في الكنيسة المشيخية، لتخدم فيها كعازفة أرغن في كنيسة وستمنستر المشيخية في روكفورد وتولي عدد من المناصب في الكنيسة بما فيها رئاسة جمعية كنيسة وستمنستر النسوية للتبشير المنزلي (وهو منصب تولته والدتها قبها).
تبرع عدد من أعضاء الجمعية بالمال للمدارس المسيحية ولدعم المدرّسات التبشيريات، كما قاموا بتأليف رواية تشاركية بعنوان «عباءة والده» عام 1895، تحكي قصة زوج من المبشرين في الإقليم الشمال الغربي الهادئ.
لا بد أن هولمز قد استمتعت بهذه التجربة كونها انضمت بعد ذلك إلى رواية تشاركية أخرى كتبتها مجموعة مختلفة من الأشخاص. بعنوان «عايدة روكسبيج والحجر الأبيض» عام 1897، تحكي قصة امرأة اكتشفت أنها جزء من التراث الأفريقي الأمريكي لتكرّس حياتها بعد ذلك لتأسيس مدرسة في الريف الجنوبي للأطفال السود الفقراء.
توفيت هولمز في منزلها في 13 شباط/ فبراير عام 1906 بعمر 55، قبل وفاة والدها بعدة أشهر تاركة وراءها واحدة من أجود المجموعات العلمية الخاصة في الغرب. يقال أنّها تابعت عملها لصالح المعتوقين حتى وقت قصير للغاية قبل وفاتها.